# El Houamed
El Houamed est une commune de la wilaya de M'Sila en Algérie.